# 若瑟堂 (重庆)
若瑟堂位於重庆市渝中区民生路若瑟巷1號，是天主教重庆总教区的主教座堂，占地面积1700平方米，可容纳1000余人。

## 历史
若瑟堂于1879年動工，教堂主體部份1891年竣工，因主保圣若瑟，若瑟堂每个主日都会安排三台弥撒。1992年3月19日列為重慶市第二批市級文物保護單位。2000年9月7日列為第一批重慶市文物保護單位。
1917年，法国神父孟东主持修建十字钟楼，高36米，内置吊钟三口，大时钟一座。经堂于抗日战争时期毁于日本轰炸，1946年8月由国民政府拨款修复。
弥撒时间分别为：每周一至周六早上7点；每周日早上6点30分、8点、下午3点。

## 圖集

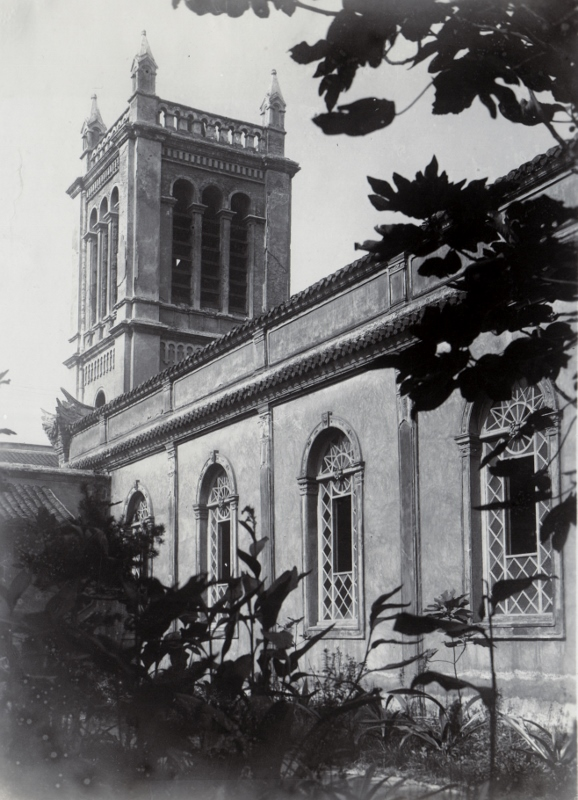
若瑟堂1920年代舊照
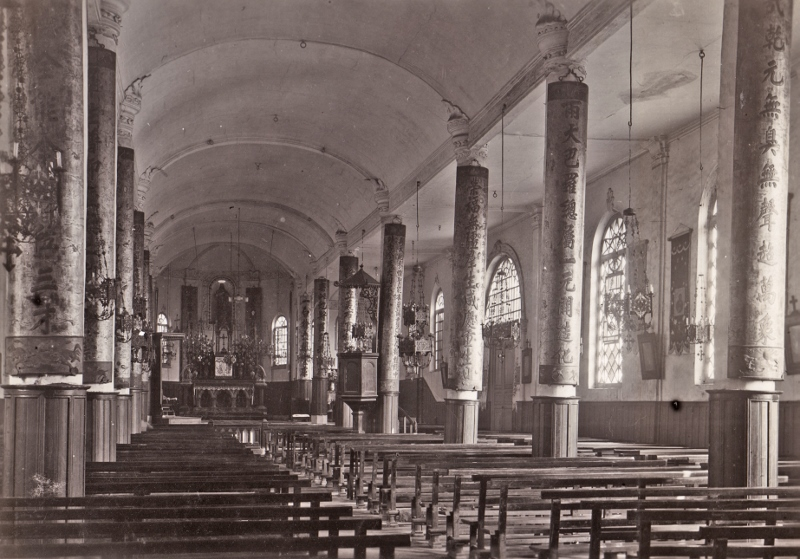
若瑟堂內部1920年代舊照
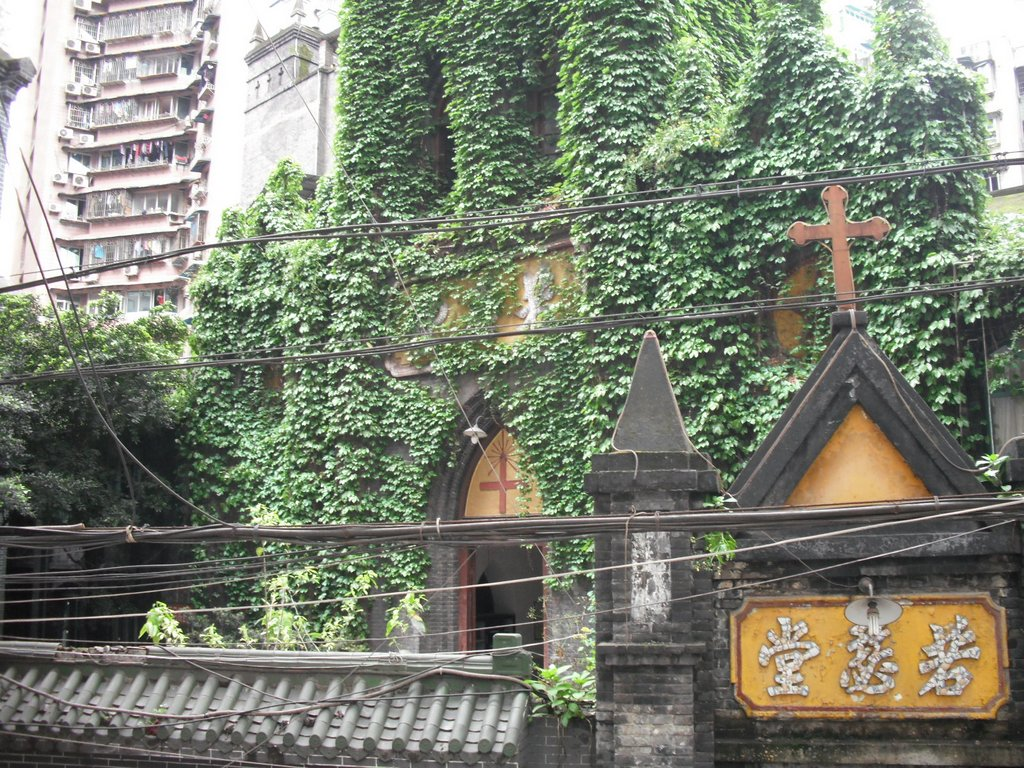
常春藤覆蓋下的若瑟堂